# مقاطعة كرمانشاه
مقاطعة كرمانشاه (بالفارسية: شهرستان کرمانشاه) هي إحدى مقاطعات محافظة كرمانشاه في إيران. كان عدد سكان المقاطعة سنة 2006 حوالي 950,400 نسمة.